# Принстонский обзор
Принстонский обзор (англ. Princeton Review) — международная компания, занимающаяся поступлением в колледжи, предлагающая услуги по подготовке к экзаменам, ресурсы для обучения и приема, онлайн-курсы и книги, изданные Penguin Random House. У компании более 4000 учителей и наставников в Соединенных Штатах и Канаде, а также в 14 других странах мира. Штаб-квартира компании находится в Нью-Йорке и является частной. Несмотря на название, компания не связана с Принстонским университетом.

## Корпоративная история
Принстонский обзор основана в 1981 году Адамом Робинсоном и Джоном Кацманом, которые вскоре после окончания колледжа преподавали подготовку к SAT 15 студентам в Нью-Йорке. Кацман занимал пост генерального директора до 2007 года, а его место занял Майкл Перик. В марте 2010 года Перик ушел в отставку, и его заменил Джон М. Коннолли. В апреле 2010 года компания продала акции на 48 миллионов долларов по цене 3 доллара за акцию, а вскоре была обвинена в мошенничестве в коллективном иске, поданном пенсионным фондом штата Мичиган, который утверждал, что руководство Princeton Review преувеличило прибыль, чтобы поднять курс акций. В 2012 году компания была приобретена Charlesbank Capital (фонд прямых инвестиций) за 33 миллиона долларов. 1 августа 2014 года торговая марка Princeton Review и производственные мощности были куплены за нераскрытую сумму Tutor.com, компанией IAC. По результатам приобретения Мэнди Гинзбург стала генеральным директором. Компания больше не аффилирована со своей бывшей материнской компанией Education Holdings 1, Inc. 31 марта 2017 года ST Unitas приобрела Princeton Review за нераскрытую сумму.

## Подготовка к экзаменам
Princeton Review предлагает курсы подготовки к различным тестам на веб-сайте Princeton Review:
- Вступительный тест оптометрии (OAT)
- GED
- SAT
- Экзамены Advanced Placement Exams (AP Exams)
- ACT
- Выпускной экзамен (GRE)
- Вступительный тест юридической школы (LSAT)
- Вступительный экзамен в аспирантуру (GMAT)
- Приемный экзамен в медицинский колледж (MCAT)
- Стоматологический допуск (DAT)
- Экзамен на получение медицинской лицензии в США
- TOEFL
- Тест для поступления в среднюю школу
- ISEE
- NCLEX-RN

Компания предлагает курсы по всему миру через корпоративные и сторонние франшизы. Страны с франшизой Princeton Review включают Китай, Индию, Израиль, Японию, Кувейт, Малайзию, Мексику, Непал, Пакистан, Катар, Сингапур, Южную Корею, Сирию, Таиланд, Турцию и Объединенные Арабские Эмираты.